# 锡矿山
锡矿山位于湖南省冷水江市，是世界上储量最大的锑矿。为埋藏于泥盆纪石灰岩层中的辉锑矿。西南延伸的背斜岩层中有三层矿床，厚度在2.5至8米之间。矿区露于地表的面积有14 km2。北矿山主要产辉锑矿及黄锑矿(Sb3O6(OH))，后者为硫化物氧化的产物，夹杂在辉锑矿中，南矿山则产辉锑矿，矿石在原地精炼。矿石的主要成分为石英、黄铁矿、辉锑矿与方解石。
据称当地开采矿石的历史可上溯至1521年。1892至1929年间，共有464,000吨锑产出。1949至1981年间有172,000吨锑产出。1981年日均开采1700吨矿石。1981年的估算数据显示，当地锑含量2%至3%的矿石储量约10,000,000吨（含200-300,000吨锑）。2002年的估计数据为2,110,000吨纯锑。钐钕测年法的结果显示矿床沉积于侏罗纪到白垩纪早期，约1.45亿年前。

## 污染
根据2010年的报道，当地地下水中锑含量约11ppm，这个数字是未受污染地下水的数千倍。其中锑主要以五价态存在，目前认为这是毒性最低的价态（锑还有I，III价态）。然而，由于这种世界范围内罕见的元素在环境影响方面的研究较为匮乏，尚并不清楚这种污染对人体会产生怎样的影响。目前，有中科院、印第安纳大学布鲁明顿分校和阿尔伯塔大学的团队开展相关研究。